# Бертран Деланое
Бертран Деланое́ (фр. Bertrand Delanoé, народився 30 травня 1950 у Французькому Тунісі) — французький політик, член Соціалістичної партії Франції, мер Парижа з 18 березня 2001 року до 4 квітня 2014 року. У віці 23 років був обраний секретарем соціалістичної федерації в Авейроні. У 1977 р. був обраний депутатом міської ради Парижа. 
Деланое став мером столиці, очоливши коаліцію соціалістів, комуністів і зелених.
Одним з перших політиків у Франції відкрито заявив про те, що він гей.

### Біографія
Народився 30 травня 1950 року у сім'ї атеїста і римо-католички. Батько, який працював землевпорядником, був тунісцем, а мати, що працювала медсестрою, була француженкою. Навчався в ліцеї в Бізерті, співав у хорі «Маленькі співаки пісків» (фр. "Petits Chanteurs des Sables"). У дитячому віці, а саме в 11 років Деланое став свідком Бізертської кризи між Францією і молодим Тунісом, який незадовго до цього здобув незалежність. 
Після закриття французької військової бази у 1963 році, сім'я Деланое розпалася і, таким чином, ще будучи підлітком, Деланое з мамою приїхав до Франції у містечко Родез (департамент Авейрон). Після закінчення школи Деланое поступив на юридичний факультет в Тулузі. Згідно з довідником Who's Who in France Деланое має диплом економіста.

### Рання політична кар'єра
У віці 23 років його обрали секретарем соціалістичної федерації в Авейроні. У 1977 його вперше обрали депутатом міської ради Парижа. З того часу він живе в Парижі. У 1993 Деланое став головою соціалістичної партії в паризькому окрузі. У 1995 – був обраний до Сенату, де очолив Комісію з закордонних справ і оборони.

### Політика Деланое на посаді мера

#### Вибори
Деланое займає посаду мера Парижа з березня 2001 року, коли вибори до міської ради вперше за 130 років (з часів Паризької комуни 1871) виграли ліві. Його попередниками були Жан Тібері (1995-2001) і Жак Ширак (1977-1995), що був мером міста цілих 18 років перед тим як стати Президентом Франції.
Деланое став мером Парижа, очоливши коаліцію з соціалістів, зелених і комуністів, яка протистояла  партії консерваторів на чолі з Жаном Тібері і Філіпом Сиґеном, які не змогли подолати розбіжностей між собою і розкололи консервативний електорат. Крім того, за його попередниками тягнулася низка скандалів, пов'язаних з корупцією.

#### Екологічна діяльність
Після вступу на посаду мера Деланое займався поліпшенням рівня життя парижан, боровся із забрудненням довкілля і зменшенням кількості автомобілів у центрі міста – зокрема, організацією системи прокатних велосипедів. Він також виступав за створення трамвайної лінії для покращення міського руху і створення пішохідних зон у центрі міста. Опрацьовується ідея прокату невеликих автомобілів для зменшення шкідливого впливу від автомобільного руху в центрі міста.

#### Paris Beach
Популярності Деланое серед парижан додала ідея організації святкувань під назвою Paris Beach (Paris-Plages) на берегах Сени, які проходять з 2002 року. Ідея полягала у тому, щоби дати можливість парижанам, які не можуть собі дозволити поїхати у відпустку, позагорати влітку і просто відпочити, бавлячись у пісочку і будуючи замки з піску, але не десь далеко "на морях", а в самому центрі Парижа. Щороку, протягом липня і серпня, шосе вздовж Сени блокуються і автомобільний рух поступається місцем пальмам і пісочним пляжам, вкупі  з різноманітними супутніми видами діяльності, пов'язаними з відпочинком на пляжі. Ідея набула швидкої популярності в Європі і настільки сподобалася міським жителям, що дуже швидко її було скопійовано в інших великих міських аґломераціях.

#### Мер-гей
Деланое був одним з перших французьких політиків, який відкрито заявив (у телевізійному інтерв'ю 1998 року) про те, що він гей. Ця заява стала класичним прикладом явища, відомого під назвою "камінґ аут". Після його обрання на посаду мера в 2001 Париж був найбільшим за чисельністю населення містом в світі, на чолі якого перебуває представник ЛГБТ. До цього моменту найбільшим містом був Вінніпеґ у Канаді з мером Ґленом Мюрреєм. Але незабаром Париж поступився першістю у цьому питанні Берліну, мером якого став гей Клаус Воверайт. Щороку Деланое бере участь в паризькому гей-параді а також він бореться проти дискримінації щодо представників ЛГБТ у муніципальних службах міста.

### Замах на Деланое
5 жовтня 2002 Деланое брав участь у щорічному міському фестивалі і став жертвою маніяка-гомофоба, який заявив, що він ненавидить політиків-соціалістів і геїв. Злочинець завдав Деланое поранення, але мер віддав наказ про продовження святкувань. Через два тижні мер поправився і зміг покинути лікарню.

### Олімпійська заявка
Програш заявки Парижа на проведення Літніх Олімпійських Ігор 2012 року, стала його першою серйозною невдачею на посаді мера. Наступного дня після поразки (про яку стало відомо 6 липня 2005 року) він звинуватив британського прем'єр-міністра Тоні Блера у незаконному впливі на результат з метою проведення Ігор у Лондоні. У той же час, протягом липня 2005 року популярність Деланое тільки зростала, оскільки основна провина за те, що так сталося з Парижем і його заявкою на проведення Олімпіади, французи поклали на Жака Шірака. Тогочасний Президент Франції, за чутками, якось прохопився у розмові, що «єдиною кухнею, гіршою за британську, є фінська», що, як вважається, сильно образило двох фінських членів Міжнародного Олімпійського Комітету.

### Політична кар'єра
- Член Національної асамблеї Франції від Парижа (26-го скликання) — 1981–1986 роки.
- Французький сенат, сенатор від Парижа. Покинув посаду у зв'язку з обранням мером міста — 1995–2001 роки.
- Муніципальна влада. Депутат міської ради Парижа з 1977 року. Переобраний у 1983, 1989, 1995, 2001, 2008 роках.
- Мер Парижа з 2001 до 2014 року. На другий термін був переобраний у 2008 році.